# ماري دينارنود
ماري دينارنود (بالفرنسية: Marie Denarnaud)‏ هي ممثلة فرنسية ولدت في يوم 30 أغسطس 1978، مثلت في أفلام فوضى في سنة 2001 وفيلم المتبنى في سنة 2011 وفيلم أون هستوري بانال في سنة 2014 وفيلم ماري كوري في سنة 2016.

## روابط خارجية
- ماري دينارنود على موقع IMDb (الإنجليزية)
- ماري دينارنود على موقع روتن توميتوز (الإنجليزية)
- ماري دينارنود على موقع ألو سيني (الفرنسية)
- ماري دينارنود على موقع أول موفي (الإنجليزية)
- ماري دينارنود على موقع قاعدة بيانات الفيلم (الإنجليزية)
- ماري دينارنود على موقع كينوبويسك (الروسية)